# El Biodh
El Biodh (o El Biod) è un comune dell'Algeria, situato nella provincia di Naâma.